# Glycyphana maculiceps
Glycyphana maculiceps är en skalbaggsart som beskrevs av Moser 1914. Glycyphana maculiceps ingår i släktet Glycyphana och familjen Cetoniidae. Utöver nominatformen finns också underarten G. m. moluana.